# Tipula (Acutipula) nyasae
Tipula (Acutipula) nyasae is een tweevleugelige uit de familie langpootmuggen (Tipulidae). De soort komt voor in het Afrotropisch gebied.